# (1511) Daléra
(1511) Daléra est un astéroïde de la ceinture principale.

## Description
(1511) Daléra est un astéroïde de la ceinture principale. Il fut découvert le 22 mars 1939 à Alger par Louis Boyer. Il présente une orbite caractérisée par un demi-grand axe de 2,36 UA, une excentricité de 0,11 et une inclinaison de 4,1° par rapport à l'écliptique.

## Compléments